# Кошрабатский район
Кошраба́тский райо́н (тума́н; узб. Qoʻshrabot tumani / Қўшработ тумани) — район в Самаркандской области Узбекистана (в некоторых источниках его название пишется как Кошрабадский район). Административный центр — городской посёлок Кошрабад.

## История
Впервые Кушрабадский район был образован 13 февраля 1943 года из 5 сельсоветов Митанского района, 3 сельсоветов Нуратинского района и 2 сельсоветов Хатырчинского района. 12 октября 1957 года он был упразднён, а его территория разделена между Митанским и Нуратинским районами.
Кошрабатский район был восстановлен 3 апреля 1978 года в составе Самаркандской области Узбекской ССР.
Каменные орудия, найденные в трёх пещерах близ кишлаков Манишкар и Аккурган, датируются возрастом 30—25 тыс. лет назад (верхний палеолит).

## География

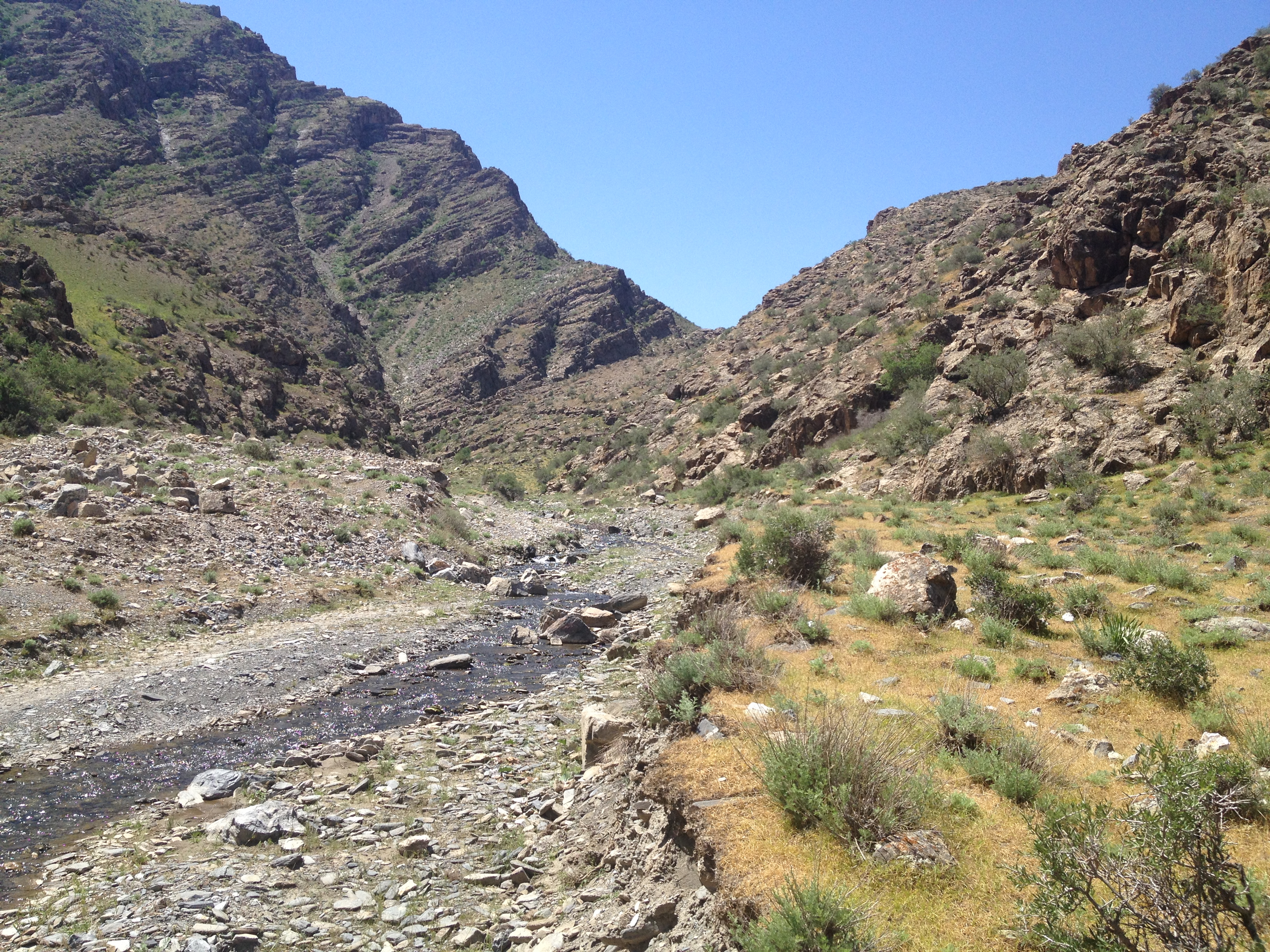
Нуратинские горы и горная речка Сапсай на севере Кошрабатского тумана

Кошрабатский район является самым северным районом Самаркандской области. Расстояние от райцентра до областного центра — Самарканда — примерно 100 км.
Кошрабатский район с севера и с запада граничит с Навоийской областью, с юга — с Каттакурганским и Иштыханским районами, с юго-востока и востока — с Пайарыкским районом Самаркандской области, с северо-востока — с Джизакской областью.
По территории района проходит крайняя восточная часть Нуратинского хребта. Средняя высота территории Кошрабатского района составляет 1000 метров над уровнем моря. Наивысшей точкой является пик Хаятбаши — 2165 метров.

## Население
Общая численность населения Кошрабатского района составляет более 120 000 человек (2018). В Кошрабатском районе почти всё население составляют узбеки.

## Экономика
Основу экономики составляет сельское хозяйство: животноводство, каракулеводство, бахчеводство, выращивание пшеницы, хлопка, овощей и фруктов. Также в секторе экономики присутствует легкая промышленность.

## Административное деление
В Кошрабатском районе имеются:
2 городских посёлка (узб. Shaharcha):
1. Заркент,
2. Кошрабад.

137 кишлаков объединены в 7 сельских сходов граждан (узб. Qishloq fuqarolar yig’ini):
- Актепа,
- имени Ахунбабаева,
- Джуш,
- Зармитан,
- Кошрабад,
- Пичат,
- Урганджи[3].

Также в районе имеются 39 махаллинских сходов граждан (узб. Mahalla fuqarolar yig’ini).